# Karabanî, Novhorod-Siverskîi
Karabanî (în ucraineană Карабани) este un sat în comuna Ceaikîne din raionul Novhorod-Siverskîi, regiunea Cernihiv, Ucraina.

## Demografie
Componența lingvistică a localității Karabanî
     Ucraineană (85,35%)
     Rusă (14,65%)
Conform recensământului din 2001, majoritatea populației localității Karabanî era vorbitoare de ucraineană (85,35%), existând în minoritate și vorbitori de rusă (14,65%).